# EZB
Een EZB is een type fiets dat door fietsenfabrikant Giant in 2003 werd geïntroduceerd. De naam EZB is een fantasieafkorting van easybike ("gemakkelijke fiets"). Het meest opvallende kenmerk van de EZB is de zitpositie, die tussen die van een traditionele fiets en een ligfiets in zit. De wielen zijn kleiner dan bij een traditionele fiets, de trappers meer naar voren en een kleine rugleuning om te rug te ondersteunen. 
Een rechte fietshouding betekent een lager belasting van de schouders en de naar voren 
gerichte benen zorgen voor minder gewichtsdruk op het zadel.